# تش
درطوایف مختلف بختیاری هر تیره به چند تش تقسیم می‌گردد. 
تـَش، واحدی است ذهنی چون در یک لحظه زمانی شاخه‌های مختلف آنکه به اولاد شهرت دارند قابل رؤیت نیستند سرپرستی هر تش را فرد کاردان و فعال، از همان تَش به‌عهده دارد که به ریش‌سفید مشهور است.
معمولاً ریش‌سفیدان افراد پخته و کاردانی هستند که از طرفی رتق و فتق امور اجتماعی تش به‌عهده آنهاست و از طرف دیگر رابطی هستند بین کدخدایان و کلانتران و اجرای امور سیاسی تش.
خانوارهای یک تش، همه با هم خویشاوند نزدیک و دارای نیای مشترک نیز می‌باشند.